# Liste der höchsten Gebäude in Singapur

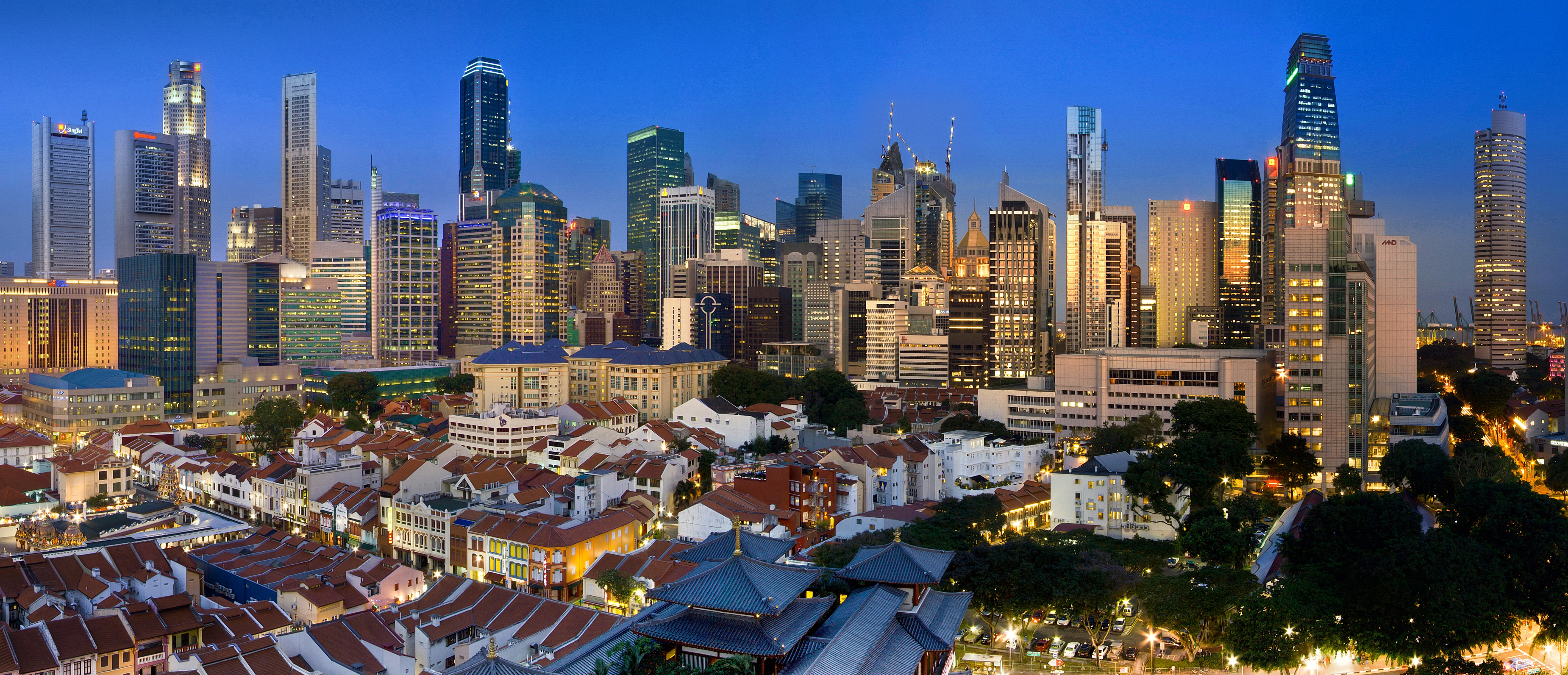
Panorama von Singapur

Die Liste der höchsten Gebäude in Singapur listet alle Gebäude Singapurs mit einer Höhe von mindestens 200 Metern auf. Angegeben werden auch Gebäude, die sich derzeit im Bau befinden.

## Beschreibung
Der südostasiatische Stadtstaat Singapur ist ein globales Finanzzentrum mit insgesamt 87 Wolkenkratzern (Gebäude über 150 Meter Höhe). Seit dem Jahr 2000 ist die Anzahl der im Bau befindlichen Wolkenkratzer im Stadtgebiet, insbesondere im Stadtteil Marina Bay, stark angestiegen. Höchstes Gebäude ist zurzeit das 2016 fertiggestellte Tanjong Pagar Centre mit einer Höhe von 290 Metern. Für die meisten Teile der Stadt gilt eine Höhenbeschränkung von 280 Metern für Gebäude, wobei für die Errichtung des Tanjong Pagar Centre eine Ausnahmegenehmigung erteilt wurde. Grund für die Höhenbeschränkung ist die Nähe zu einer Militärbasis.

## Liste
Liste der höchsten Gebäude der Stadt nach struktureller Höhe in Meter. Angegeben ist zudem das Baujahr, die Anzahl der Etagen und die Nutzung des Gebäudes.

| Rang | Name                                         | Bild | Höhe    | Etagen | Baujahr | Nutzung                                         |
| ---- | -------------------------------------------- | --- | ------- | ------ | ------- | ----------------------------------------------- |
| 1    | Tanjong Pagar Centre                         | | 290 m   | 64     | 2016    | Wohnen, Hotel, Büro                             |
| 2    | United Overseas Bank Plaza One               | | 280 m   | 66     | 1992    | Büro                                            |
| 2    | CapitaSpring                                 | | 280 m   | 51     | 2021    | Büro, Wohnen, Gastronomie, Nutzgarten, Freizeit |
| 3    | Overseas Union Bank Centre                   | | 277,8 m | 63     | 1986    | Büro                                            |
| 4    | Republic Plaza                               | | 276,3 m | 66     | 1996    | Büro                                            |
| 5    | Capital Tower                                | | 255,4 m | 52     | 2000    | Büro                                            |
| 6    | Skysuites @ Anson Enggor Street              | | 250 m   | 72     | 2014    | Wohnen                                          |
| 6    | Altez @ Enggor Street                        | | 250 m   | 62     | 2014    | Wohnen                                          |
| 8    | The Sail @ Marina Bay                        | | 245 m   | 70     | 2008    | Wohnen                                          |
| 8    | Marina Bay Financial Centre Office Tower II  | | 245 m   | 50     | 2010    | Büro                                            |
| 8    | One Raffles Quay North Tower                 | | 245 m   | 50     | 2006    | Büro                                            |
| 8    | Ocean Financial Centre                       | | 245 m   | 43     | 2011    | Büro                                            |
| 12   | CapitaGreen                                  | | 242 m   | 40     | 2014    | Büro                                            |
| 13   | Marina Bay Financial Centre Office Tower III | | 239 m   | 46     | 2012    | Büro                                            |
| 14   | V on Shenton Residential Tower               | | 237 m   | 54     | 2017    | Wohnen                                          |
| 15   | Frasers Tower                                | | 235 m   | 38     | 2018    | Büro                                            |
| 16   | 8 Shenton Way (Tamasek Tower/Axa Tower)      | | 234,7 m | 52     | 1986    | Büro                                            |
| 17   | Asia Square Tower 1                          | | 229 m   | 43     | 2011    | Büro                                            |
| 18   | Marina Bay Residences                        | | 227,1 m | 55     | 2010    | Wohnen                                          |
| 19   | Marina Bay Suites                            | | 226,9 m | 66     | 2013    | Wohnen                                          |
| 20   | Swissôtel The Stamford                       | Ground-level view of a tall, white cylindrical tower and a shorter cuboidal building                                  | 226 m   | 73     | 1986    | Hotel                                           |
| 21   | Marina One                                   | | 225,5 m | 34     | 2017    | Büro                                            |
| 22   | Millenia Tower                               | | 223 m   | 41     | 1996    | Büro                                            |
| 23   | Asia Square Tower 2                          | | 221,5 m | 46     | 2013    | Hotel, Büro                                     |
| 24   | South Beach South Tower                      | | 217,5 m | 45     | 2015    | Hotel, Wohnen                                   |
| 24   | South Beach North Tower                      | 217,5 m | 35      | 2015   | Büro    |                                                 |
| 26   | Central Park Tower                           | | 215 m   | 63     | 2008    | Wohnen                                          |
| 27   | One Shenton Tower 1                          | | 214 m   | 50     | 2011    | Wohnen                                          |
| 28   | The Orchard Residences                       | | 210,9 m | 56     | 2010    | Wohnen                                          |
| 29   | One Raffles Place Tower 2                    | | 209,6 m | 38     | 2012    | Büro                                            |
| 30   | Marina Bay Sands Hotel 1                     | | 206,9 m | 57     | 2010    | Hotel                                           |
| 30   | Marina Bay Sands Hotel 2                     | 206,9 m | 57      | 2010   | Hotel   |                                                 |
| 30   | Marina Bay Sands Hotel 3                     | 206,9 m | 57      | 2010   | Hotel   |                                                 |
| 33   | DBS Tower I                                  | Distant view of a box-like building with many black ridges; a similar-looking building is located directly behind it. | 202,2 m | 50     | 1975    | Büro                                            |